# Santa Maria de Geraz do Lima
Santa Maria de Geraz do Lima é uma localidade portuguesa do Município de Viana do Castelo que foi sede da extinta Freguesia de Santa Maria de Geraz do Lima, freguesia que tinha 5,44 km² de área e 875 habitantes (2011), e, por isso, uma densidade populacional de 161 hab/km².
A Freguesia de Santa Maria de Geraz do Lima foi extinta (agregada) pela reorganização administrativa de 2012/2013, tendo o seu território sido integrado na então criada União de Freguesias de Geraz do Lima (Santa Maria, Santa Leocádia e Moreira) e Deão.
A origem desta localidade remonta à época da pré-história, dada a existência de vestígios arqueológicos em cartas militares. Na época romana foi um vico, ou seja, teve uma ocupação e posição estratégica no vale das Terras de Geraz do Lima.

## População
| População da freguesia de Geraz do Lima (Santa Maria) | População da freguesia de Geraz do Lima (Santa Maria) | População da freguesia de Geraz do Lima (Santa Maria) | População da freguesia de Geraz do Lima (Santa Maria) | População da freguesia de Geraz do Lima (Santa Maria) | População da freguesia de Geraz do Lima (Santa Maria) | População da freguesia de Geraz do Lima (Santa Maria) | População da freguesia de Geraz do Lima (Santa Maria) | População da freguesia de Geraz do Lima (Santa Maria) | População da freguesia de Geraz do Lima (Santa Maria) | População da freguesia de Geraz do Lima (Santa Maria) | População da freguesia de Geraz do Lima (Santa Maria) | População da freguesia de Geraz do Lima (Santa Maria) | População da freguesia de Geraz do Lima (Santa Maria) | População da freguesia de Geraz do Lima (Santa Maria) |
| ----------------------------------------------------- | ----------------------------------------------------- | ----------------------------------------------------- | ----------------------------------------------------- | ----------------------------------------------------- | ----------------------------------------------------- | ----------------------------------------------------- | ----------------------------------------------------- | ----------------------------------------------------- | ----------------------------------------------------- | ----------------------------------------------------- | ----------------------------------------------------- | ----------------------------------------------------- | ----------------------------------------------------- | ----------------------------------------------------- |
| 1864                                                  | 1878                                                  | 1890                                                  | 1900                                                  | 1911                                                  | 1920                                                  | 1930                                                  | 1940                                                  | 1950                                                  | 1960                                                  | 1970                                                  | 1981                                                  | 1991                                                  | 2001                                                  | 2011                                                  |
| 810                                                   | 829                                                   | 885                                                   | 813                                                   | 836                                                   | 764                                                   | 826                                                   | 940                                                   | 1 010                                                 | 1 072                                                 | 823                                                   | 965                                                   | 888                                                   | 846                                                   | 875                                                   |

| Distribuição da População por Grupos Etários | Distribuição da População por Grupos Etários | Distribuição da População por Grupos Etários | Distribuição da População por Grupos Etários | Distribuição da População por Grupos Etários | Distribuição da População por Grupos Etários | Distribuição da População por Grupos Etários | Distribuição da População por Grupos Etários | Distribuição da População por Grupos Etários | Distribuição da População por Grupos Etários |
| -------------------------------------------- | -------------------------------------------- | -------------------------------------------- | -------------------------------------------- | -------------------------------------------- | -------------------------------------------- | -------------------------------------------- | -------------------------------------------- | -------------------------------------------- | -------------------------------------------- |
| Ano                                          | 0-14 Anos                                    | 15-24 Anos                                   | 25-64 Anos                                   | > 65 Anos                                    |                                              | 0-14 Anos                                    | 15-24 Anos                                   | 25-64 Anos                                   | > 65 Anos                                    |
| 2001                                         | 122                                          | 178                                          | 397                                          | 149                                          |                                              | 14,4%                                        | 21,0%                                        | 46,9%                                        | 17,6%                                        |
| 2011                                         | 115                                          | 100                                          | 473                                          | 187                                          |                                              | 13,1%                                        | 11,4%                                        | 54,1%                                        | 21,4%                                        |

## Património
- Igreja Paroquial de Santa Maria de Geraz do Lima;
- Capela de São Sebastião;
- Capela de Santa Bárbara;
- Capela da Confraria da Ordem Terceira de São Francisco;
- Capela da Senhora do Rosário;
- Confraria do Santíssimo.